# George MacKay (remero)
George Findlay Aberach MacKay (11 de julio de 1900-23 de agosto de 1972) fue un deportista canadiense que compitió en remo. Participó en los Juegos Olímpicos de París 1924, obteniendo una medalla de plata en la prueba de cuatro sin timonel.

## Palmarés internacional
| Juegos Olímpicos | Juegos Olímpicos | Juegos Olímpicos | Juegos Olímpicos   |
| Año              | Lugar            | Medalla          | Prueba             |
| ---------------- | ---------------- | ---------------- | ------------------ |
| 1924             | París (Francia)  | Medalla de plata | Cuatro sin timonel |